# Jukka Raitala
Jukka Raitala (ur. 15 września 1988 w Keravie) – fiński piłkarz, występujący na pozycji obrońcy w fińskim klubie IF Gnistan. W latach 2009–2022 reprezentant Finlandii. Uczestnik Mistrzostw Europy 2020.

## Kariera klubowa
Raitala treningi rozpoczął w wieku 7 lat w klubie Keravan Pallo-75. W 2005 roku przeszedł do juniorskiej ekipy zespołu HJK Helsinki. W 2006 roku został włączony do drużyny Klubi-04, będącej rezerwami HJK. W 2007 roku awansował do pierwszej drużyny HJK. W Veikkausliidze zadebiutował 26 kwietnia 2007 roku w zremisowanym 0:0 meczu z AC Oulu. W 2008 roku zdobył z klubem Puchar Finlandii.
W sierpniu 2009 roku Raitala został wypożyczony do niemieckiego klubu TSG 1899 Hoffenheim z opcją pierwokupu. W Bundeslidze zadebiutował 14 marca 2010 roku w przegranym 0:1 meczu z Werderem Brema. W kwietniu 2010 został wykupiony przez Hoffenheim, a w sierpniu 2010 roku został wypożyczony do ekipy SC Paderborn 07 z 2. Bundesligi. Z kolei w lipcu 2011 roku wypożyczono go do CA Osasuna, w której zadebiutował 30 lipca 2011 w przegranym 2:3 meczu towarzyskim z Chievo Verona, w którym grał do 65. minuty.
W czerwcu 2012 roku Raitala podpisał czteroletni kontrakt z Sc Heerenveen. W lutym 2015 trafił do FC Vestsjælland, a w lipcu tegoż roku przeszedł do Aalborg BK. W lutym 2016 podpisał roczny kontrakt z Sogndal Fotball.

## Kariera reprezentacyjna
W reprezentacji Finlandii Raitala zadebiutował 4 lutego 2009 roku w przegranym 1:5 towarzyskim meczu z Japonią.